# Kanton Montbéliard-Est
Der Kanton Montbéliard-Est war von 1973 bis 2015 ein französischer Wahlkreis im Département Doubs und in der damaligen Region Franche-Comté. Er umfasste neben einem Teil der Stadt Montbéliard noch die Gemeinde Bethoncourt im Arrondissement Montbéliard; sein Hauptort (frz.: chef-lieu) war Montbéliard. Die landesweiten Änderungen in der Zusammensetzung der Kantone brachten im März 2015 seine Auflösung. Vertreterin im conseil général des Départements war zuletzt von 2011 bis 2015 Marie-Noëlle Biguinet.